# Winnetka Challenger 1997
Il Winnetka Challenger 1997 è stato un torneo di tennis facente parte della categoria ATP Challenger Series nell'ambito dell'ATP Challenger Series 1997. Il torneo si è giocato a Winnetka negli Stati Uniti dal 21 al 27 luglio 1997 su campi in cemento.

## Vincitori

### Singolare
Gianluca Pozzi ha battuto in finale  Wayne Black con il punteggio di 6–4, 6–2

### Doppio
Michael Sell /  Myles Wakefield hanno battuto in finale  Chad Clark /  Ben Ellwood con il punteggio di 6–3, 7–6